# Takeshi Natori
Takeshi Natori (jap. 名取 武, Natori Takeshi; * vor 1920) war ein japanischer Fußballspieler.

## Nationalmannschaft
1934 debütierte Natori für die japanische Fußballnationalmannschaft. Mit der japanischen Nationalmannschaft qualifizierte er sich für die Far Eastern Championship Games 1934.